# Chodzież

Chodzieżs vapen.

Chodzież (tyska Colmar) är en stad i Storpolens vojvodskap i västra Polen. Orten, som för första gången nämns i ett dokument från år 1409, hade 19 651 invånare år 2012.